# Calvello
Calvello är en ort och kommun i provinsen Potenza i regionen Basilicata i Italien. Kommunen hade 1 931 invånare (2017).